# Kazuki Yoshinaga
Kazuki Yoshinaga (吉永 一貴 (Yokoyama Hiroki?); 31 luglio 1999) è un pattinatore di short track giapponese.

## Biografia
È figlio della pattinatrice di short track Mika Kato tre medaglie d'argento in classifica generale ai campionati mondiali tra il 1980 e il 1983. Suo zia Miyoshi Kato rappresento il Giappone nel pattinaggio di velocità su ghiaccio ai Giochi olimpici di Lake Placid 1980.
Con i compagni di nazionale Keita Watanabe, Hiroki Yokoyama, Ryosuke Sakazume e Takayuki Muratake, ha vinto la medaglia di bronzo ai Giochi asiatici invernali di Sapporo 2017 nella staffetta 5.000 metri.
Ha rappresentato il Giappone ai Giochi olimpici invernali di Pyeongchang 2018 gareggiando nel concorso dei 1000 metri, dei 1500 metri e nella staffetta 5000 metri.
E' allenato da Jonathan Guilmette.

## Palmarès
- Giochi asiatici invernali
- Sapporo 2017: bronzo nella staffetta 5.000 metri